# 王安舜
王安舜（1581年—？年），字性父，號醒東，廣東廣州後衛官籍。

## 生平
辛巳十二月二十四日生，行三，治《書經》，由南海縣學生中式庚子鄉試四十九名舉人，年二十九歲中式萬曆三十八年庚戌科會試六十名，第三甲第九十三名進士。禮部觀政，授山東濟南府推官。後擢授湖广道御史，弹劾李可灼误进红铅之药，以致光宗宾天，又疏论礼部侍郎李腾芳，天啓元年（1621年）十月巡按南直隶江北淮扬，三年二月升湖广布政司参政。

## 家族
曾祖王昺，都指揮使；祖王鈺，都指揮使；父王泝，都指揮；母許氏；生母何氏。慈侍下，妻方氏，兄安宗（都指揮事見任）；安尹（庠生）。子作箕；作翼；作璧。